# Requiem (Preisner)
Requiem für meinen Freund (polnisch: Requiem dla mojego przyjaciela) ist ein 1998 erschienenes Werk für Solisten, Chor und Orchester des polnischen Filmkomponisten Zbigniew Preisner; es ist sein erstes nicht für einen Film bestimmtes Musikwerk. Die Komposition ist dem verstorbenen Freund des Komponisten, dem Regisseur Krzysztof Kieślowski, gewidmet, mit dem er an zahlreichen Filmen zusammengearbeitet hatte, darunter auch an seinem Werk Drei-Farben-Trilogie.

## Hintergrund
Preisner hatte mit Kieslowki die Idee eines prosaischen Werks, dessen Uraufführung auf der Akropolis in Athen stattfinden sollte, dessen Kern der zweite Teil des Werkes „Leben“ ist, das die großen menschlichen Lebensabschnitte darstellen sollte: Początek (Anfang); Przeznaczenie (Schicksal); Apokalipsa; Postscriptum. Kieslowski sollte Regie führen und Krzysztof Piesiewicz den Text verfassen; durch den Tod von Krzysztof Kieslowski am 13. März 1996 wandelte sich dieses Projekt in ein musikalisches Werk als Hommage an Kieslowski.
Der erste Teil ist als ein Requiem für Orgel, Chor und Solisten mit traditionellen christlichen Bestattungstexten geschrieben. Mit Ausnahme des auf Polnisch verfassten Lux Aeterna werden alle Stücke auf Latein gesungen. Die Aufnahme entstand im Dezember 1997 im Warschauer Dom und in der Auferstehungskirche in Krakau.
Der zweite Teil folgt eher dem typischen Stil von Preisners Werk, der durch den Einsatz von Solisten und Chor gekennzeichnet ist: Er ist in Teile gegliedert, die wichtige Lebensabschnitte darstellen. Die Lieder werden in drei Sprachen aufgeführt: Polnisch, Griechisch und Latein. Die Aufnahme entstand teilweise im Dezember 1997 in der Auferstehungskirche in Krakau und wurde im Januar 1998 im S2/S4-Studio des Polnischen Rundfunks in Warschau fertiggestellt.
Die Sequenz Dies Irae wurde von Paolo Sorrentino in seinem Film La Grande Bellezza verwendet; das Stück wurde später auch in der Serie The Crown gebraucht.
Terrence Malick verwendete Lacrimosa in The Tree of Life.

## Struktur

### Część I Requiem (Teil eins: „Requiem“)
- "Officium" – 03:46
- „Kyrie eleison“ – 06:12
- "Dies irae" – 04:51
- "Offertorium" – 3:19
- "Sanctus" – 2:51
- „Agnus Dei“ – 1:49
- "Lux aeterna" – 1:56
- "Lacrimosa" – 3:24
- "Epitaphium" – 03:03

### Część II Życie (Teil zwei: „Leben“)
Początek (Anfang)
- „Spotkanie“ („Begegnung“) – 05:18
- „Odkrywanie świata“ („Die Welt entdecken“) – 02:50
- „Miłość“ („Liebe“) – 2:24

Schicksal (Destiny)
- „Kai Kairós – Jest Czas“ („Es gibt Zeit“) – 09:43

Apokalipsa (Apokalypse)
- „Ascende huc – Wstąp tutaj“ – 02:18
- „Veni et Vidi – Przyszedłem i ujrzałem“ – 02:45
- „Qui erat et qui est – Który był, który jest“ – 04:26
- „Lacrimosa – Czas płaczu“ – 04:03

### Postscriptum
- „Modlitwa“ („Gebet“) – 03:16